# Relaciones Azerbaiyán-Chile
Las relaciones Azerbaiyán-Chile son las relaciones internacionales entre la República de Azerbaiyán y la República de Chile.

## Historia
Las relaciones diplomáticas entre los dos países se establecieron el 3 de noviembre de 1994. En 2005, el ministro de Asuntos Exteriores de Azerbaiyán Elmar Mammadyarov, asistió a una conferencia de cancilleres en Santiago de Chile, instancia en que conversó con su par chileno sobre las perspectivas de futuro de las relaciones entre los dos países. En 2015, una delegación parlamentaria de Azerbaiyán visitó Chile con el objetivo de estrechar la cooperación y los intercambios bilaterales, principalmente en lo relacionado con la industria de hidrocarburos en la región de Magallanes.
Existe un grupo de trabajo interparlamentario entre Azerbaiyán y Chile. El 4 de marzo de 2016, el congresista azerí Azam Badamov era el jefe de ese grupo de trabajo.
El 12 de junio de 2017 el embajador de la República de Azerbaiyán, Rashad Aslanov, presentó sus cartas credenciales a la Presidenta de la República de Chile, Michelle Bachelet.

## Relaciones económicas
En cuanto a las relaciones comerciales, en 2022 el intercambio comercial entre ambos países llegó a 2,98 millones de dólares estadounidenses, lo que supuso un 65% de crecimiento promedio anual en los últimos cinco años Las principales exportaciones de Azerbaiyán fueron vehículos  y acumuladores eléctricos, mientras que Chile le exportó a la nación euroasiática salmones, nueces y medicamentos quimoterápicos.

## Misiones diplomáticas
- Azerbaiyán tiene una embajada en Santiago de Chile.
- Chile tiene una embajada en Bakú.